# Milesia pulchra
Milesia pulchra là một loài ruồi trong họ Ruồi giả ong (Syrphidae). Loài này được Williston mô tả khoa học đầu tiên năm 1892. Milesia pulchra phân bố ở miền Tân bắc